# 永泰站 (广州市)
永泰站是广州地铁3号线的一座车站，位于中国广东省廣州市白雲區同泰路与广佛肇高速公路交叉口的地底，车站随3号线北延伸段一同于2010年10月30日开通。

## 车站结构

### 车站楼层
永泰站共设两层，地面为同泰路、广佛肇高速高架桥梁及其它建筑，地下一層為站廳层；地下二層為月台层。
| 地下一层 | 站厅     | 售票機、客服中心、商店、警务室、安检设施 |  |  |
| 地下二层 | 2 站台   | █3号线 机场北方向（下站：白云大道北）    |  |  |
|          | 岛式站台 |                                          |  |  |
|          | 1 站台   | █3号线 海傍方向（下站：同和）            |  |  |

### 站厅

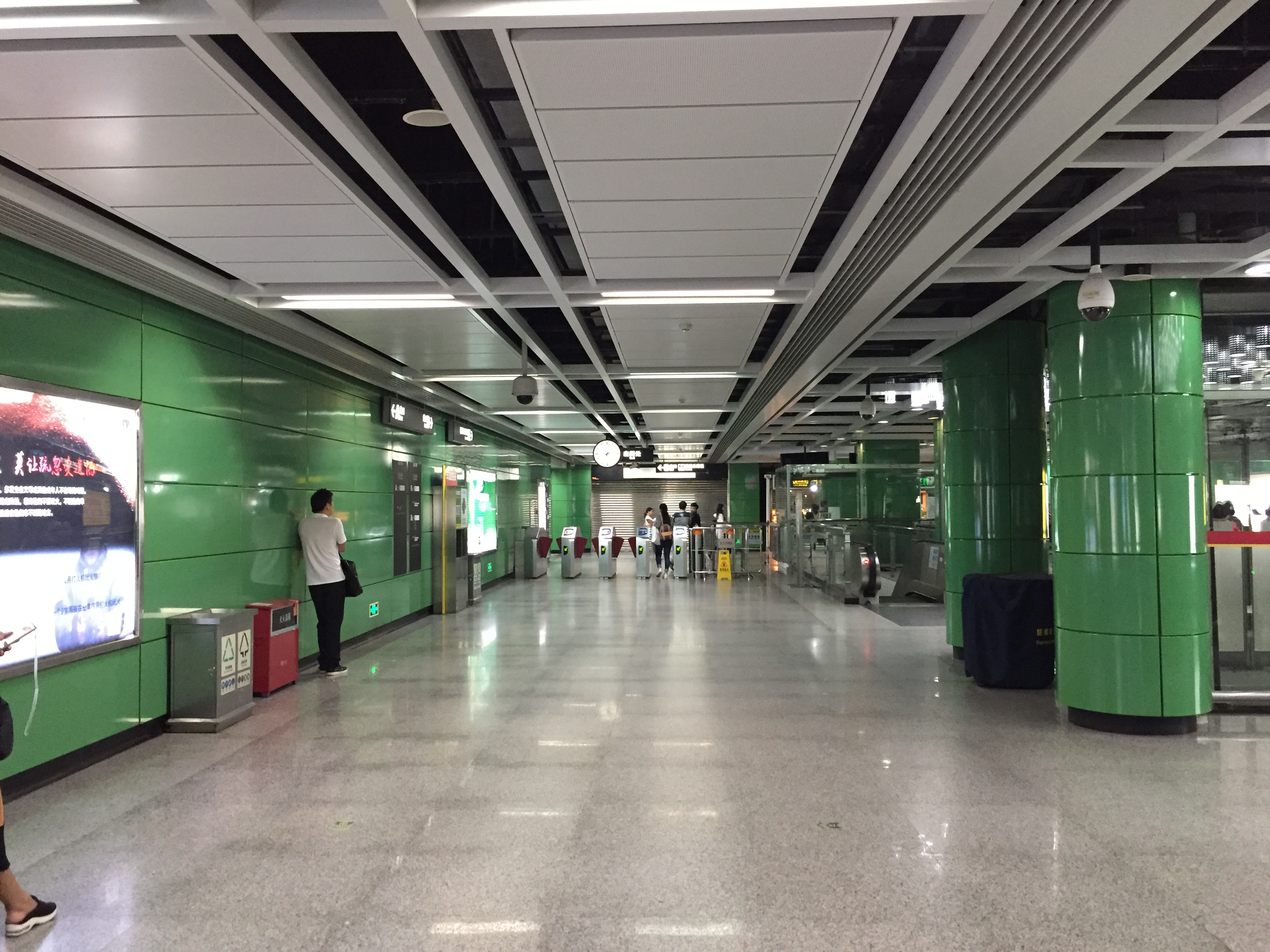
站厅

为方便行人进出，永泰站站厅中間以北被划分为收费区，收費區內設有一台专用电梯、三條扶手電梯及一组樓梯可供乘客来往于站厅及月台。
永泰站设有7-11便利店及面包糕饼店等商店，此外亦设有自動售賣機等设施。

### 月台

1号月台全景图（摄于2016年11月）

永泰站設有一個島式月台，位於同泰路地底。

### 出入口
永泰站共设有3个出入口。
|                                                     |                                                           |      |          |                                                      |
| 編號                                                | 设施                                                      | 照片 | 出口指示 | 建議前往的目的地                                     |
| A                                                   | 盲道标志                                                  |      | 同泰路   | 学山文化创意台、永泰新村公交车站（南行）             |
| B1                                                  |                                                           |      | 同泰路   | 永泰新村公交车站（南行）                             |
| B2                                                  | 盲道标志 · 轮椅升降台标志 · 无障碍通道标志 · 扶手电梯标志 |      | 同泰路   | 永泰村、永泰新村、磨刀坑村、永泰新村公交车站（北行） |
| 註： 設有 \| 設有 \| 設有輪椅升降台 \| 設有扶手電梯 |                                                           |      |          |                                                      |

## 接驳交通
| 巴士 \| 编号 \| 编号 \| 线路 \| 线路 \| 线路 \| 收费 \| 备注 \| \| ---- \| ---------- \| ---------------------- \| --------------------- \| -------------------------- \| --------------------- \| --------------------- \| \| \| 126 \| 凰岗 \| ⇆ \| 天河客運站 \| 3元 \| \| \| \| 广424 \| （广州）白云文化广场 \| ⇆ \| （佛山）白沙（中海金沙湾） \| 3元 \| 经槎头 \| \| \| 743 \| 百顺北路（岭南新世界） \| ⇆ \| 汇侨新城 \| 2元 \| \| \| \| 792A \| 沙太货运站 \| ↻ \| 元下田村 \| 2元 \| \| \| \| 803 \| 广州火车站（草暖公园） \| ⇆ \| 永泰集贤路 \| 2元 \| \| \| \| 804 \| 天健创意园 \| ⇆ \| 嘉禾（长红双和工业区） \| 2元 \| \| \| \| 832 \| 滘口客运站 \| ⇆ \| 白云山制药厂 \| 3元 \| \| \| \| 833 \| 广卫路 \| ⇆ \| 太和 \| 3元 \| \| \| \| 864 \| 怡乐路 \| ⇆ \| 白云山制药厂 \| 2–3元 \| \| \| \| 夜90 \| 凰岗 \| ⇆ \| 天河客運站 \| 4元 \| 126路附属线路 \| \| \| 夜95 \| 大坦沙（市1中） \| ⇆ \| 南方医院 \| 4元 \| 832路附属线路 \| \| \| 高峰快线48 \| 已于2022年9月25日停办 \| 已于2022年9月25日停办 \| 已于2022年9月25日停办 \| 已于2022年9月25日停办 \| 已于2022年9月25日停办 \| |            |                        |                       |                            |                       |                       |
| 编号 | 编号       | 线路                   | 线路                  | 线路                       | 收费                  | 备注                  |
| | 126        | 凰岗                   | ⇆                     | 天河客運站                 | 3元                   |                       |
| | 广424      | （广州）白云文化广场   | ⇆                     | （佛山）白沙（中海金沙湾） | 3元                   | 经槎头                |
| | 743        | 百顺北路（岭南新世界） | ⇆                     | 汇侨新城                   | 2元                   |                       |
| | 792A       | 沙太货运站             | ↻                     | 元下田村                   | 2元                   |                       |
| | 803        | 广州火车站（草暖公园） | ⇆                     | 永泰集贤路                 | 2元                   |                       |
| | 804        | 天健创意园             | ⇆                     | 嘉禾（长红双和工业区）     | 2元                   |                       |
| | 832        | 滘口客运站             | ⇆                     | 白云山制药厂               | 3元                   |                       |
| | 833        | 广卫路                 | ⇆                     | 太和                       | 3元                   |                       |
| | 864        | 怡乐路                 | ⇆                     | 白云山制药厂               | 2–3元                 |                       |
| | 夜90       | 凰岗                   | ⇆                     | 天河客運站                 | 4元                   | 126路附属线路         |
| | 夜95       | 大坦沙（市1中）        | ⇆                     | 南方医院                   | 4元                   | 832路附属线路         |
| | 高峰快线48 | 已于2022年9月25日停办  | 已于2022年9月25日停办 | 已于2022年9月25日停办      | 已于2022年9月25日停办 | 已于2022年9月25日停办 |

## 利用情况
永泰站周边有多个城中村，例如永泰村、磨刀坑村、元下田村，附近同时有颐和山庄等楼盘，致使该地区住宅区集中，因此使用該站出入閘的人流十分高。
由于3号线客运量日渐增大，目前本站工作日早高峰7時30分至9時30分將視情況採取客流控制措施，維持運營秩序。

## 历史
在2003年的规划中，现永泰站和白云大道北站的位置附近只有一个站点，即永泰站，原选址位于实际建成的白云大道北站的东侧约300 m处。由于原永泰站选址涉及征拆永泰村集体的一栋商业建筑，村集体索要高额补偿，超出了地铁建设单位的接受范围。双方多次协商未果，地铁建设单位遂决定将原永泰站位置向西移动300 m至同泰路与白云大道北交叉口处（即今白云大道北站）。村里对车站位置西移的决策不满，要求广州市政府干预，但由于车站新址已经开工，无法更改设计，最终协调结果是在新址的东侧约700 m处加站。2008年6月，市建委正式决策在原永泰站与同和站之间增设本站，时名永泰东站。
2009年2月16日，三号线北延段同（和）-永（泰）-嘉（禾）区间的盾构机始发。在车站开通前夕，本站被定名为现在的站名，同时本站西北侧的“永泰站”根据车站所处路段更名为现在的白云大道北站。
2010年10月30日下午2時，3號綫北延段全線投入營運，本站启用。自本站开通起，在站厅处曾设有航班查询信息以方便前往机场登机的乘客，数年后该安排中止，相关设备已被拆走。
2015年3月19日上午7:40分，本站至白云大道北区间因信号系统故障导致大批乘客延误，持续约40分钟。
2022年疫情期间，本站曾多次受防控措施影响而需要调整服务。4-5月疫情期间，本站于5月4日8时30分至5月7日17时35分暂停运营，B2口额外关闭至5月14日10时；10-11月疫情期间，本站于11月21日至11月27日暂停服务。